# 2011-es algériai tüntetések
A 2011-es algériai tüntetések tüntetéssorozat Észak-Afrika egyik legnagyobb országában, Algériában. A tüntetések legfőbb kiváltó okai a lakóhelyek hiánya és az alapvető élelmiszerek árainak emelkedése. A felkelés 2010. decemberben indult, és 2011. januárban folytatódott.

## Tüntetések

### 2010. december
A lakásproblémák miatt december 29-én összetűzések alakultak ki Algír lakói és a rendőrök között. Legalább 53 ember megsebesült, 29-et pedig letartóztattak.

### 2011. január 5–9.

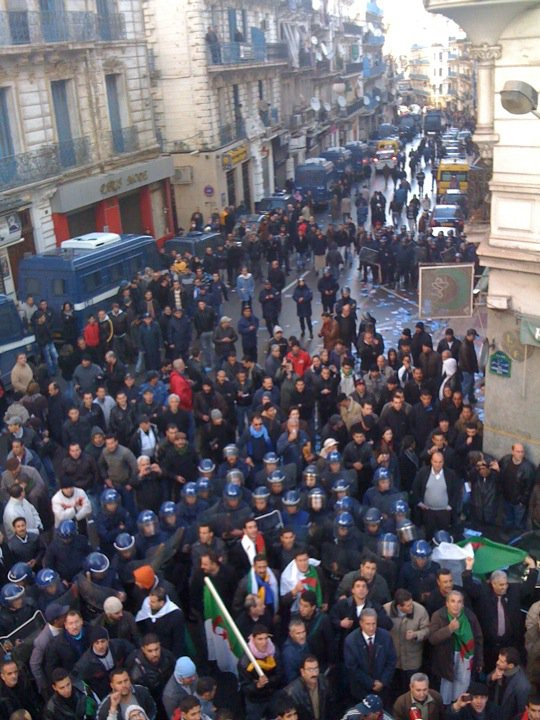
Tüntetők és rendőrök Algirben.

Január 5. és 9. között Algéria nagyobb városainak szinte mindegyikében tüntetések és felkelések robbantak ki. Az olyan alapvető fogyasztási cikkek árai emelkedtek lényegesen, mint amilyen az étolaj, a cukor vagy a liszt. 2005 óta Algéria számos területén robbantak ki helyi zavargások, de ez az első eset, hogy az ország legtöbb tartományában egyszerre induljanak spontán megmozdulások. Január 10-re sikerült ezeket néhány városra korlátozni, de ott még tovább folytatódtak. A 11-ére tervezett megmozdulásokat a rendőrség határozottan elfojtotta.
Algériában az újév számos alapvető élelmiszer jelentős drágulását hozta magával. Ezeknek egy része a világpiacon bekövetkezett változásokkal, más része a helyi szabályozással magyarázható. A munkanélküliség miatt a szomszédos Tunéziában kitört példa nélküli tüntetések szintén hozzájárultak a kiéleződött helyzethez. A helyzet következtében több helyen, elszórtan indultak megmozdulások. Koleánban például rögtönzött úttorlaszt emeltek. Január 5-én egyszerre több helyen is zavargások törtek ki Algír Bab El Oued nevű körzetében, a környező Foukában és Staoueliben, valamint Algéria második legnagyobb városában, Oranban. Ezeken kívül Djelfa, Boumerdes, Annaba, és Tipaza életét is zavargások nehezítették. A fiatal tüntetők utakat torlaszoltak el, kerekeket gyújtottak fel, kormányzati épületeket foglaltak el. Ezekkel mind a megélhetés hirtelen megdrágulása ellen tiltakoztak. Követeléseik között volt még a nyomornegyedek megtartása és a munkanélküliség csökkentése. Több helyen ellenséges csoportokkal találkoztak, akik megpróbálták megakadályozni az akciójukat.
A következő napokban 20 vilajetben törtek ki zavargások. Ezek majdnem lefedték az ország északi partvidékét. Ez alól Kabília sem maradt kivétel. A Szaharában olyan területeken törtek ki zavargások, mint például Ouargla és Bechar. A kormányzat épületeit – mindenekelőtt a városházákat – több helyen is heves támadások érték. A boltokat több helyen kifosztották vagy felgyújtották. Több fosztogató oldalán kard lógott. A január 7-ére és 8-ára tervezett labdarúgó mérkőzéseket törölték.
Január 8-án a kormány beleegyezett, hogy ideiglenesen csökkentik a cukrot és az étolajat terhelő vám és adó mértékét. Néhány területen korlátozták a hozzáférést a Facebook és a Twitter oldalaihoz. Ennek ellenére a zavargások néhány helyen egészen 10-éig folytatódtak. Ilyen volt többek között Algír Bachdjarrah kerülete. 11-ére a helyzet lecsillapodott. Ain Benian és Staoueli előre megszervezett tüntetését a rendőrség könyörtelenül elfojtotta. A tüntetések alatt összességében 3 tüntető meghalt, 800 megsebesült, 1100 embert pedig letartóztattak. Kiskorúak is voltak közöttük.

### Január 13. Bouterfif öngyilkossága
Január 13-án Mohsen Bouterfif, miután Tebasában találkozott Boukhadra polgármesterével, felgyújtotta magát. Az elöljáró sem munkát, sem lakhatási lehetőséget nem tudott neki biztosítani. Az így szerzett sérülésekbe néhány napon belül bele is halt. Több száz fiatal tüntető vonult az utcákra, így a tartományi kormányzó menesztette a város első emberét. Azon a héten további három öngyilkossági kísérletről számoltak be. Az Al Jazeera megjegyzése szerint az öngyilkosság "a szomszédos Tunézia vezetőinek elkergetéséhez vezető tüntetéseket kirobbantó önégetés visszhangja." Ezt országszerte több tucatnyi önégetési kísérlet követte, melyek között akadtak sikeresek is. Ennek ellenére nem lett országos a tüntetéssorozat.

### Az RCD felvonulása

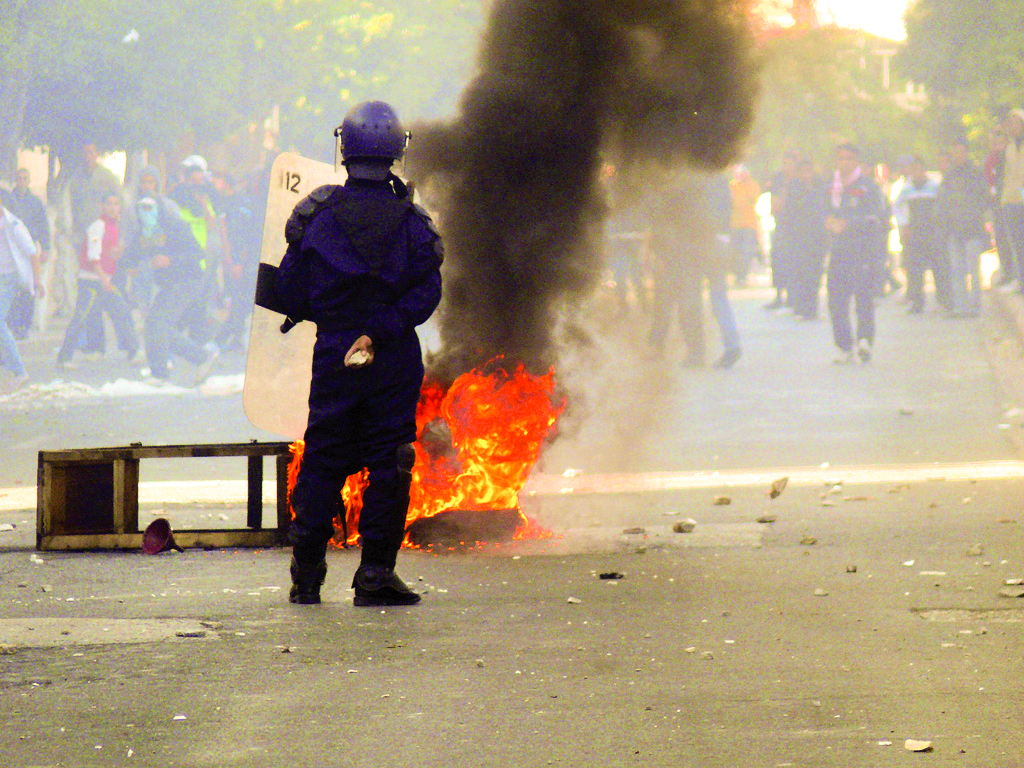
Algir utcáin, január 7-én

A főleg kabil világi RCD párt bejelentette, hogy január 22-én felvonulást, demonstrációt tart a demokrácia érdekében. Mindezt annak ellenére megszervezi, hogy nem kapott rá engedélyt a kormányzattól. (Az 1992 óta érvényben lévő szükségállapot szerint minden összejövetelt előre engedélyeztetni kell. Az engedély nélkül tartott gyűlések illegálisak.)

## Politikai jelentősége
Bár Algéria modern kori történetében még soha nem volt ilyen széles támogatású zavargás, politikai hatásai a mai napig még nem tisztázódtak. A zavargások résztvevői nem kötődnek egyetlen politikai párthoz, szervezethez vagy szakszervezethez sem. Egyes elemzések azt is megemlítik, hogy a tüntetőknek nincs is politikai jelmondata. Több ellenzéki csoport azonban a zavargások politikai vetületét hangsúlyozza. Mohamed Larbi Zitout volt diplomata, az ellenzék szóvivője szerint ez nem más, mint egy „lázadás, vagy talán az elnyomott nép forradalma”. Ezzel párhuzamosan a Szocialista erők Frontja úgy reagált a kormány január 8-i árcsökkentésére, hogy: "A kormány nem tudja megvenni Algéria elhallgatását.” A méretbeli különbségek ellenére a kormány ugyanúgy oszlatta fel ezt a tüntetést is, mintha csak helyi tiltakozás lenne. Az már a tiltakozás egyik megszokott formájának számított előtte is. Megpróbálták elkerülni, hogy mártírok szülessenek, és engedményeket is adtak. Visszatértek a régebbi megszokott állapothoz, mikor a Cevital vállalat bejelentési kötelezettség nélkül értékesíthetett élelmiszereket. Így a rendszer egészében már nem is tűnt olyan ijesztőnek.